# Mecià
|  | No s'ha de confondre amb Luci Volusi Mecià. |

Mecià (en llatí Maecianus) era fill d'Avidi Cassi. Quan el seu pare, destacat general, va iniciar la rebel·lió contra Marc Aureli proclamant-se emperador de totes les províncies orientals, li va encarregar el comandament a Alexandria, però poc després va ser mort pels seus propis soldats.